# Kōmyō-ji (Katō)

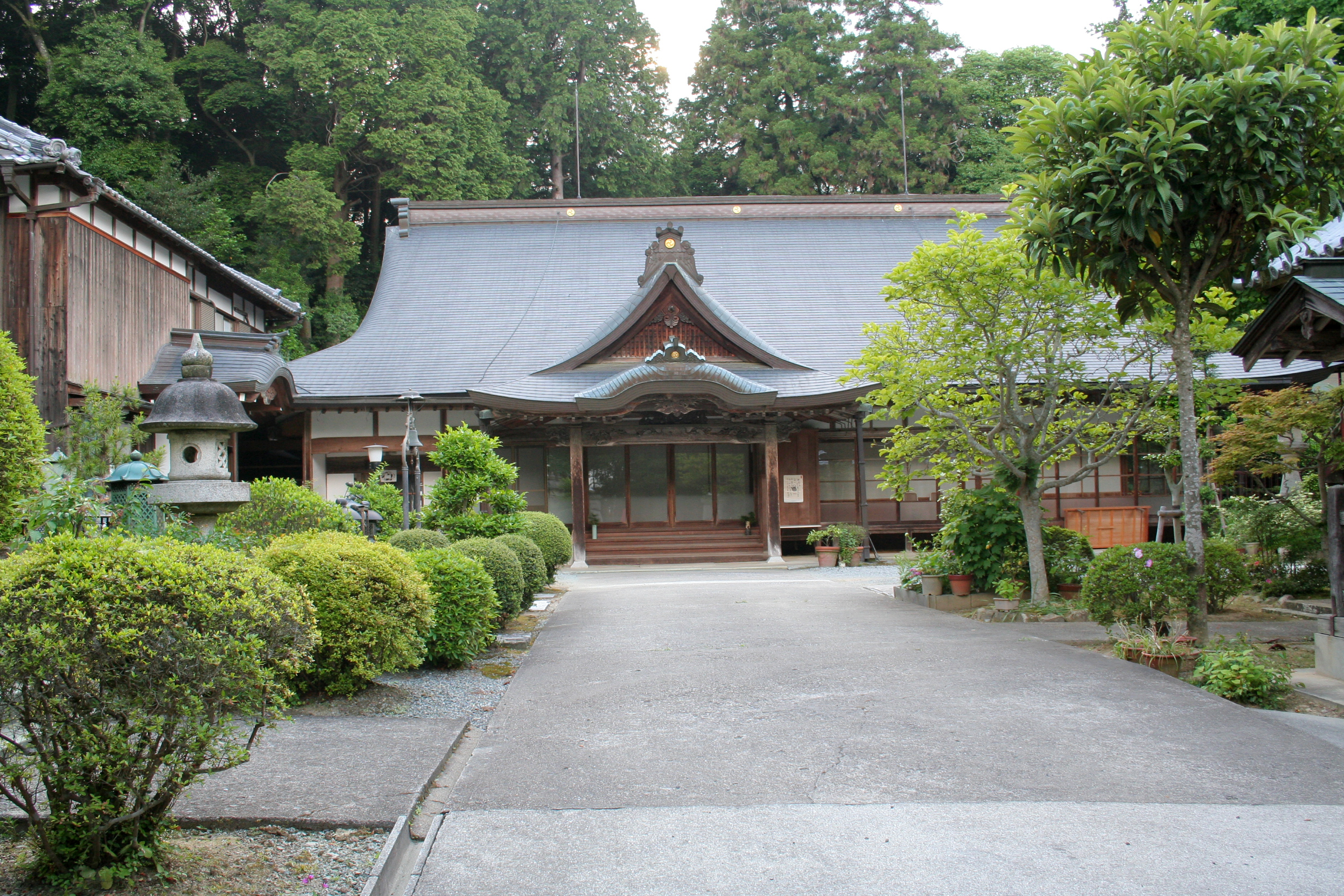
Haupthalle

Der Kōmyō-ji (japanisch 光明寺) mit dem Bergnamen Gobu-san (五峯山) ist ein Tempel des Kōyasan-Zweiges (高野山派) der Shingon-Richtung des Buddhismus in Katō (Präfektur Hyōgo). Er ist der 28. Tempel des Neuen Saigoku-Pilgerwegs.

## Geschichte
Der Überlieferung nach wurde der Tempel im Jahr 594 von Priester Hōdō (法道 仙人 Hōdō sennin) errichtet. Später wurde auf Wunsch des Kaiser Nimmyō die Tempelanlage groß ausgebaut. Die Schlacht des Ashikaga-Regenten Takauji mit seinem jüngeren Bruder Tadayoshi fand 1352 an diesem Tempel statt. 1485 fand am Tempel eine Schlacht zwischen Akamatsu Masanori (赤松 政則; 1455–1496) und den Yamana statt, aus den Masanori siegreich vervorging. Er konnte damit die verlorengegangen Herrschaft über Harima wieder herstellen.
Der Tempel wurde gelegentlich von Bränden heimgesucht, die jetzigen Bauten stammen aus der Edo-Zeit und danach.

## Anlage
Steigt man vom Tal zum Tempel hinauf, passiert man die Untertempel (塔頭寺院 Tatchū jiin), nämlich den Tamon-in (多聞院), Henjō-in (遍照院) und Daiji-in (大慈院) und erreicht dann das Tempeltor (山門 Sanmon), das hier als Niō-Tor (仁王門 Niō-mon), also als ein Tor mit den beiden Tempelwächtern rechts und links von Durchgang ausgeführt ist.
Die Jōgyō-Halle (常行堂 Jōgyō-dō) wurde ursprünglich von Priester Jikaku Daishi (慈覚大師), also Ennin, errichtet. Die gegenwärtige Haupthalle (本堂 Hondō) wurde 1925 vom Architekten Takeda Goichi (1872–1938) an Stelle der 1860 abgebrannten Halle errichtet. Sie ist 9 × 9 Ken groß, hat ein Fußwalmdach mit Vordach und ist mit Kupferblech gedeckt. Zu den weiteren Gebäuden gehören der Monju-Pavillon (文殊堂) aus dem Jahr 1682, die Jōgyō-Halle (常行堂), die von 1701 bis 1702 wieder aufgebaut wurde, der Glockenturm (鐘楼 Shōrō) und die Steinstupa als „Hōkyōintō“ (宝筐印塔) aus dem Jahr 1689.

## Tempelschätze
Im Daiji-in wird die einzige Hängerolle mit dem Bild des Priesters Shandao (善導大師; 616–683) in Japan aufbewahrt. Von den ursprünglich drei Selbstdarstellungen nahm Ennin eine mit zurück, eine wurde vom Schüler Enshin (円心) im Jahr 847 dem Tempel überlassen. Das Bild ist jährlich am 3. Mai während des Kirschblütenfestes der Öffentlichkeit zugänglich.
Das Henjō-in besitzt eine sitzende Buddha-Figur (銅像如来坐像 Dōzō nyorai zazō) aus Bronze. Die Figur ist 24,2 cm hoch, besitzt einen großen Kopf und eine durchgebildete Brust. Die schmalen Augenbrauen wölben sich über lange, schmale Augen, der Mund ist relativ klein. Diese Buddha-Figur wird der frühen Heian-Zeit zugeordnet und ist als Wichtiges Kulturgut Japans registriert.

## Bilder

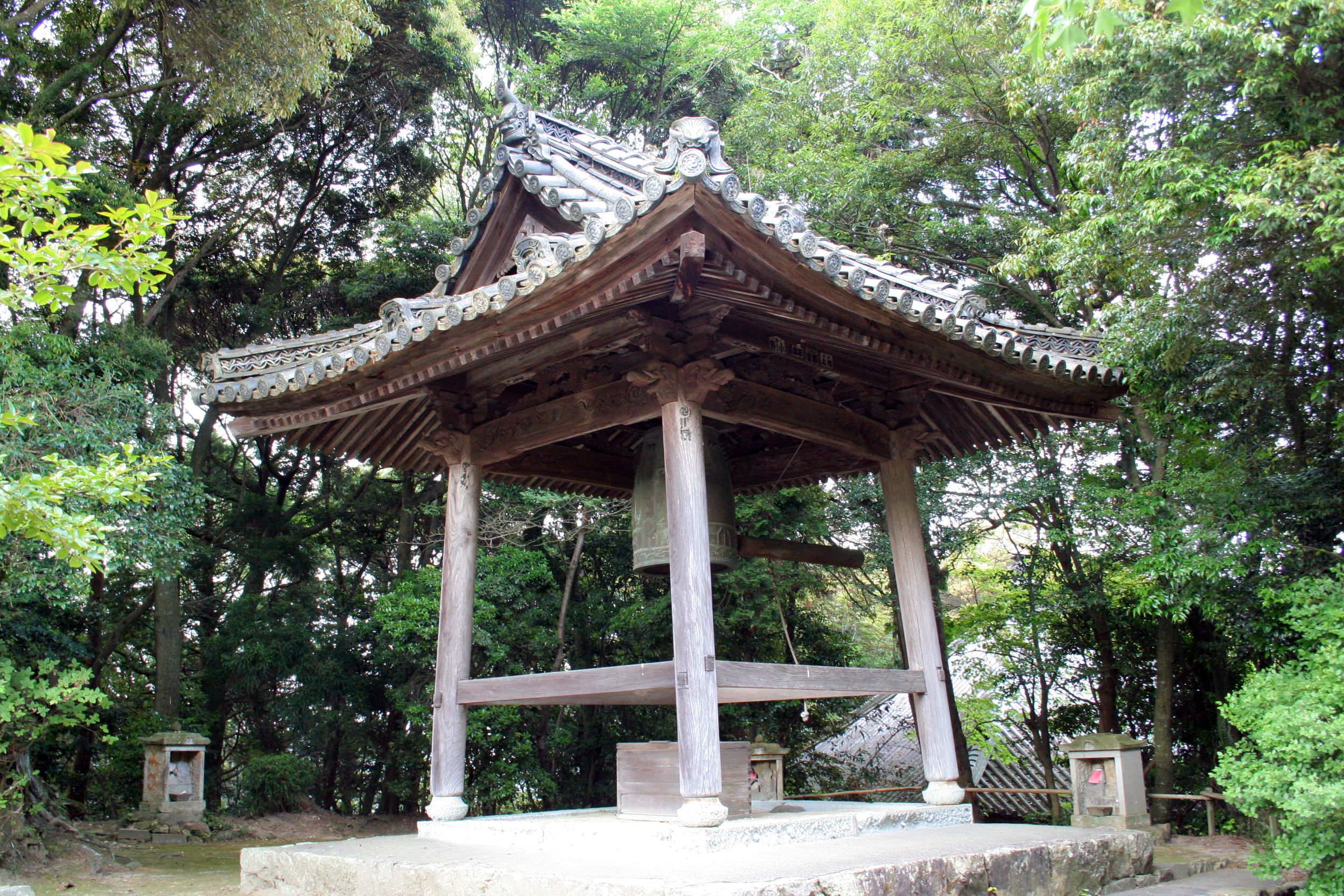
Glocke
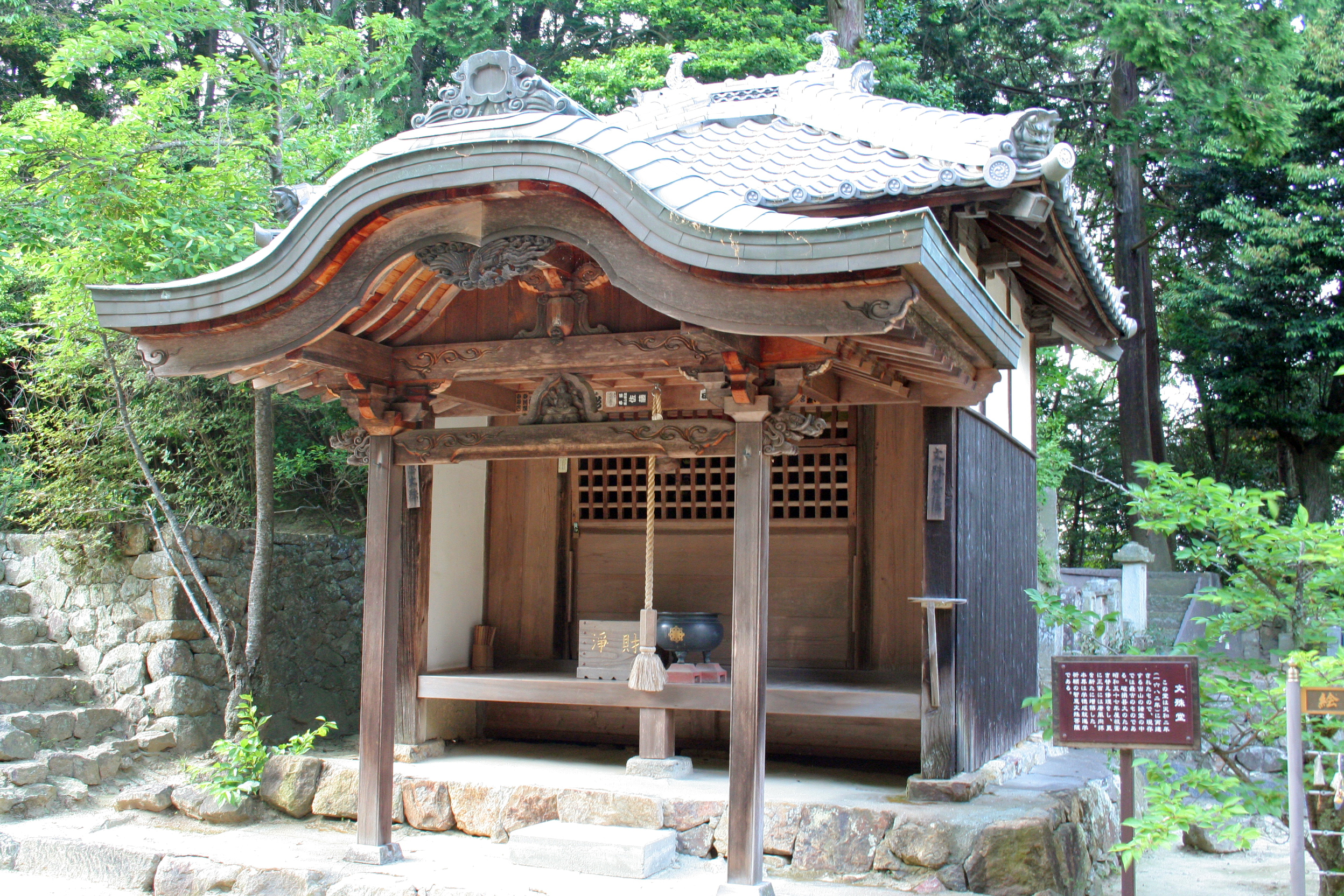
Monju-Pavillon
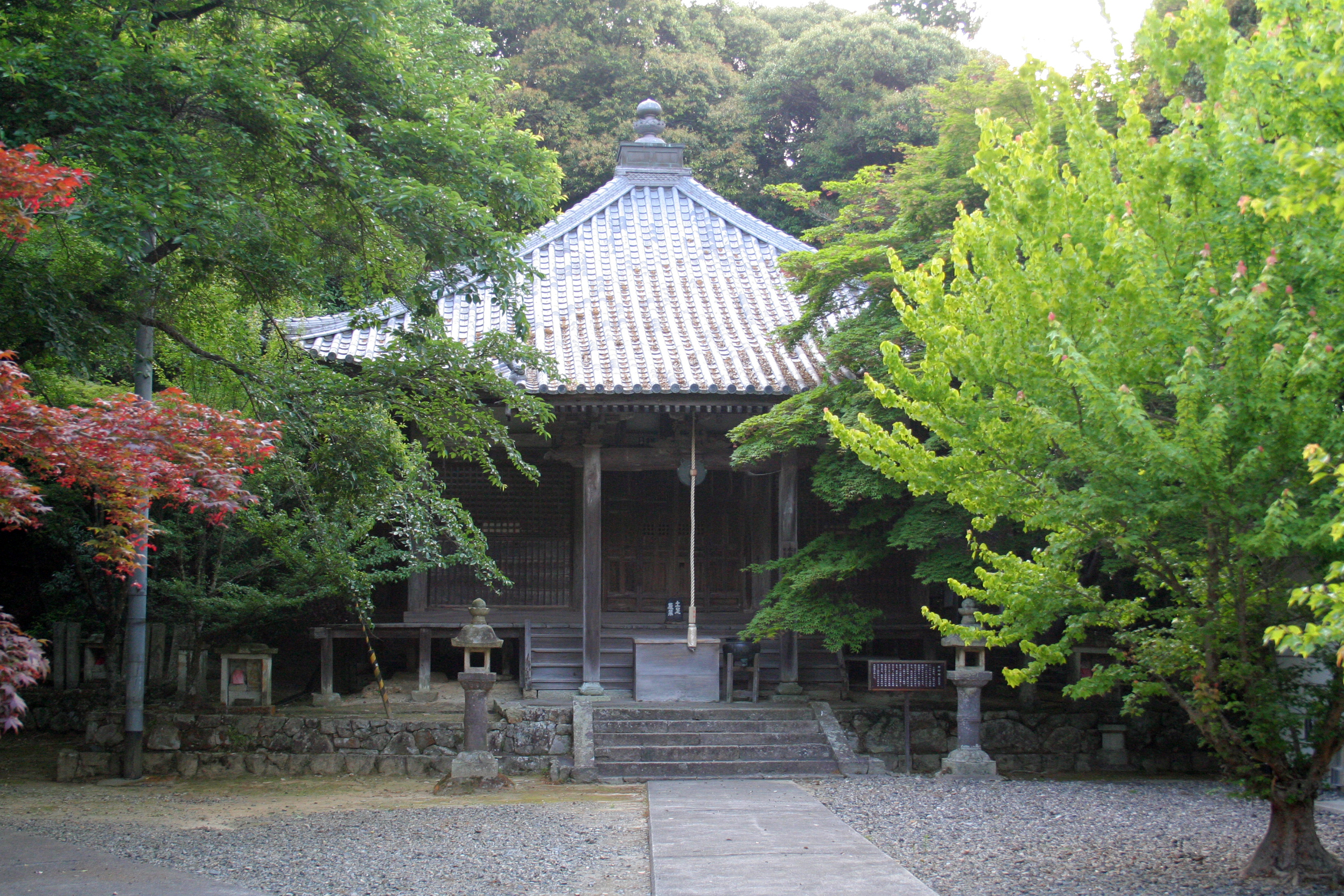
Jōgyō-Halle
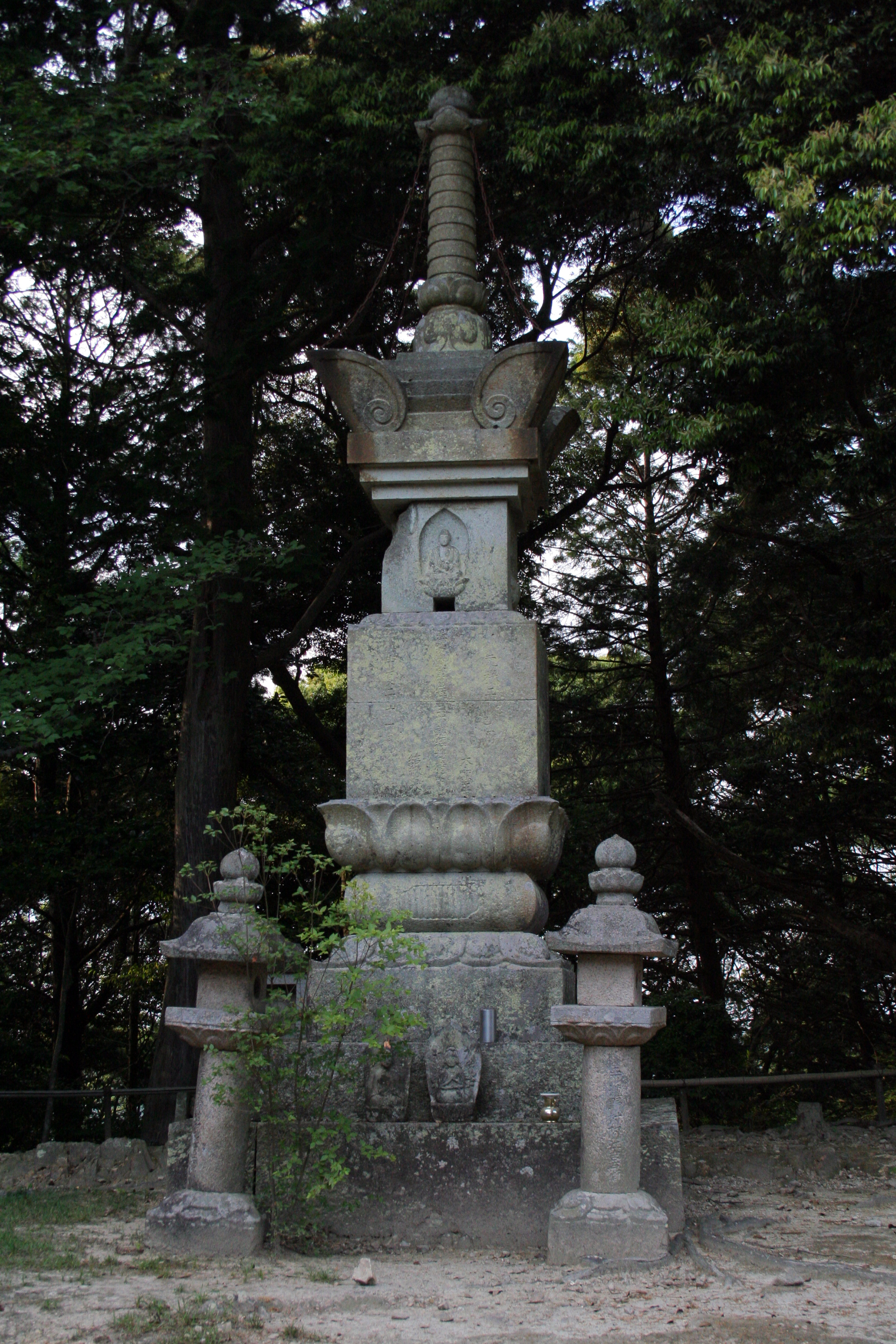
Stupa
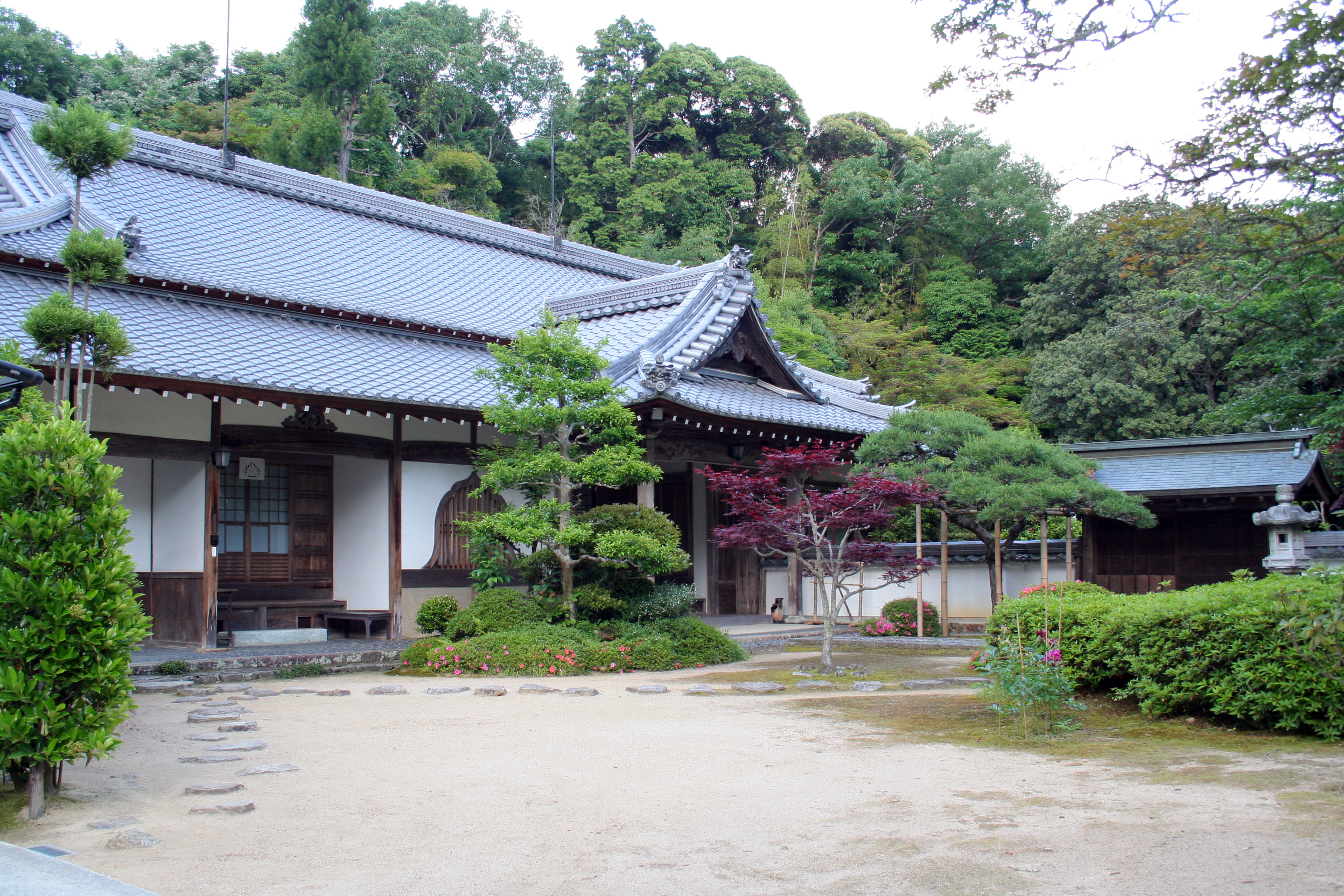
Abtquartier